# Kiesza
Kiesa Rae Ellestad (Calgary, Alberta, Kanada, 1989. január 16. –) ismertebb nevén Kiesza, kanadai énekesnő, aki New Yorkban és Londonban is dolgozott.

## Családi háttere és korai évei
Kiesza Calgaryban született és nevelkedett. Az Ellestad név apja norvég származásából ered, nagyapja a norvégiai Fagernesből származik. Kiesza 16 éves korában részt vett a Vitorlázókat képző programban, majd 2007-ben a Glenmore-i vitorlásiskolában vitorlás oktató lett. Egy évvel később csatlakozott a királyi kanadai haditengerészethez bátyjával együtt, majd haditengerészeti kommunikátor lett. Itt tanult meg gitározni is. Közben részt vett a Miss Universe Kanada rendezvényén, majd 2008-ban 4-500 db CD-t adományozott a kanadai csapatoknak Afganisztánban. A haditengerészetnél eltöltött ideje ösztönözte erre a döntésre.

## Karrier

### 2006–2013: Karrier kezdete
A kanadai CKUA rádióhálózat adott lehetőséget az énekesnőnek, hogy fellépjen egy rádióműsorban. Később a Selkrirk College iskolában énekelni és gitározni tanult. Ezt követően Kiesza ösztöndíjat kapott a Boston Berklee Music iskolában Massachusetts-ben, majd 2010-ben New Yorkba költözött, ahol saját zenei karrierjét egyengette. Kiesza főleg népzenei tehetségéről volt híres, majd később Rami Samir Afuni producerrel dolgozott, ahol egy úgymond uptempo hangzásba kezdett. 2010-ben a Londonban megrendezett kanadai ünnepségen 30000 ember előtt választották meg  a Trafalgar Square-en.
2013-ban Kiesza mint szövegíró részt vett a norvég Donkeyboy zenekar Triggerfinger című dalának megírásában is.

### 2014–2016: Sound Of A Woman
2014 februárjában megjelent Kiesza Hideaway című kislemeze. A dalhoz készült videóklip a New York-i Brooklyn N12-es utcán került felvételre. John Gentile a Rolling Stone kritikusa lenyűgözőnek nevezte a videót, amire Kiesza azt reagálta, hogy nehéz volt elkészíteni a klipet, mivel a klip forgatása előtti hónapban eltörött egy bordája és így nehéz volt mozognia és táncolnia. A dalt először az angol BBC 1 rádióban mutatta be Annie Mac a Special Delivery című műsorában, majd a kislemez rövid idő alatt 1. helyezést ért el a kislemezlistán, melyet 2014. április 26-án jelentettek meg.
Röviddel a Hideaway című dal megjelenése után Kiesza kiadta a Haddaway féle What Is Love című 1993-as sláger átiratát, melyben nyers érzelmeire hivatkozik, és ezt próbálja átvinni a videóklipben is, melyben több szereplővel együtt ruhátlanul látható.
Kiesza második dala a Giant In My Heart premiere Annie Mac műsorában a BBC 1 rádióban került bemutatásra 2014. június 13-án, mely az angol kislemezlista 4. helyéig jutott.
Kiesza következő kislemeze Skrillex és Diplo dj-producerekkel való közös munkájának gyümölcse, mely Take Ü There címmel jelent meg. Kiesza többek között a Gorgon City nevű formáció Go All Night című dalának társszerzője is, melyet Jennifer Hudson énekel, és a brit duó debütáló albumára a Sirens-re is felkerült.
Kiesza mint vendégelőadó szerepelt a Duran Duran Last Night In The City című dalában, melyet az együttes 2015. szeptember 11-én jelentetett meg, és a csapat Paper Gods című albumán is szerepel.
Kiesza számos dalt írt Rihanna számára is, valamint Loreen svéd énekesnő számára is szerzett dalokat, illetve együtt dolgozott annak albumán, valamint társszerzője volt az I'm In It With You című dalának is.

### 2017: Dearly Beloved
Hosszú szünet után Kiesza 2017. január 6-án megjelentette Dearly Beloved című kislemezét, melynek videója a YouTube KieszaVevo csatornájára is felkerült, ahol egy fehér gitáron játssza a dalt. A dalt egy nemrégiben elhunyt barát, Alice ihlette, aki másfél évvel ezelőtt hunyt el.
2017. március 17-én megjelent Pitbull Climate Change című albuma, melyen szerepel Kieszával közös daluk a We Are Strong is, illetve szintén mint közreműködő előadó szerepel Cerrone 2016. október 28-án megjelent Red Lips című albumának Ain’t No Party (Like Monday Night) című dalában.

## SteamPop
2014-ben Kieszát választották az újra megnyíló Fendi áruház forgalmazásában álló új Color Block nevű divatszemüveg promotálására. Az ehhez készült promóciós videofilmben Kiesza egy futópadon sétál, miközben énekel és felveszi a napszemüveget. Még ebben az évben bejelenti, hogy SteamPop néven saját divatmárkával jelentkezik.

## Díjak, jelölések
| Év   | Díjkiosztó                       | Kategória                                    | Dal                                | Eredmény |
| ---- | -------------------------------- | -------------------------------------------- | ---------------------------------- | -------- |
| 2014 | UK Music Video Awards            | Best Pop Video - International               | "Hideaway"                         | Jelölve  |
| 2014 | MTV Europe Music Awards          | Best Video                                   | "Hideaway"                         | Jelölve  |
| 2014 | MTV Europe Music Awards          | Best New Act                                 | Herself                            | Jelölve  |
| 2014 | MTV Europe Music Awards          | Best Push Act                                | Herself                            | Jelölve  |
| 2014 | MTV Europe Music Awards          | Best Canadian Act                            | Herself                            | Jelölve  |
| 2014 | BBC Music Awards                 | Song of the Year                             | "Hideaway"                         | Jelölve  |
| 2014 | MTV Video Music Awards           | Best Choreography                            | "Hideaway"                         | Jelölve  |
| 2015 | ECHO Awards                      | Female Artist Rock / Pop internationally     | "Sound of a Woman"                 | Jelölve  |
| 2015 | ECHO Awards                      | Newcomer international                       | "Sound of a Woman"                 | Jelölve  |
| 2015 | Juno Awards                      | Single of the Year                           | "Hideaway"                         | Jelölve  |
| 2015 | Juno Awards                      | Video of the Year                            | "Hideaway"                         | Elnyerte |
| 2015 | Juno Awards                      | Breakthrough Artist of the Year              | Herself                            | Elnyerte |
| 2015 | Juno Awards                      | Dance Recording of the Year                  | "Sound of a Woman"                 | Elnyerte |
| 2015 | Youtube Music Awards             | 50 greatest artists and YouTube performances | Herself                            | Elnyerte |
| 2015 | mtvU Woodie Awards               | Cover Woodie                                 | Herself                            | Jelölve  |
| 2015 | mtvU Woodie Awards               | Co-Sign Woodie                               | "Take U There" Jack U feat. Kiesza | Jelölve  |
| 2015 | Canadian Radio Music Awards      | Best New Group Or Solo Artist: CHR           | "Hideaway"                         | Elnyerte |
| 2015 | Canadian Radio Music Awards      | Best New Group Or Solo Artist: AC            | "Hideaway"                         | Jelölve  |
| 2015 | Western Canadian Music Awards    | Electronic/Dance Recording of the Year       | "Hideaway"                         | Elnyerte |
| 2015 | International Dance Music Awards | Best House/Garage/Deep House Track           | "Hideaway"                         | Elnyerte |
| 2015 | International Dance Music Awards | Best Music Video                             | "Hideaway"                         | Jelölve  |
| 2015 | International Dance Music Awards | Best Rap/Hip-Hop/Trap Dance Track            | "Take U There" Jack U feat. Kiesza | Jelölve  |
| 2015 | International Dance Music Awards | Best Breakthrough Artist (Solo)              | Herself                            | Jelölve  |
| 2015 | Much Music Video Awards          | Video of the Year                            | "Giant in My Heart"                | Jelölve  |
| 2015 | Much Music Video Awards          | Best EDM/Dance                               | "Giant in My Heart"                | Jelölve  |
| 2015 | Much Music Video Awards          | Most Buzzworthy Canadian                     | "Sound of a Woman"                 | Jelölve  |